# Ésoméprazole

L'ésoméprazole est un antisécrétoire gastrique inhibiteur de la pompe à protons (IPP), antiulcéreux.
L’ésoméprazole est l’isomère-S de l’oméprazole. Bien que certaines études aient pu avancer quelques avantages de l'ésoméprazole sur l'oméprazole, la Haute Autorité de santé rappelle que « La réévaluation de la HAS n’a pas démontré de différence d’efficacité cliniquement pertinente entre les IPP. Elle n’a pas mis en évidence de différence entre les IPP pour la survenue d’effets indésirables. Rien ne permettant de recommander un IPP plutôt qu’un autre dans une indication donnée. » Une étude japonaise en 2014 confirme que le rabéprazole et l'ésoméprazole étaient d'une efficacité quasi similaire lorsqu'ils sont administrés après un repas. Lorsqu'ils sont administrés avant les repas, le pH intragastrique après l'administration de l'ésoméprazole était légèrement — mais non significativement — supérieur à celui observé après l'administration du rabéprazole, non seulement pendant la journée, mais aussi en période nocturne.

## Marché
Il s'agit du deuxième médicament le plus vendu aux États-Unis, en termes de valeur, en 2013, avec un chiffre d'affaires dépassant les 4.4 milliards de dollars.

## Utilisation médicale
Les principales utilisations de l'ésoméprazole sont le reflux gastro-œsophagien, le traitement et l'entretien de l'œsophagite érosive, le traitement des ulcères duodénaux causés par H. pylori, la prévention des ulcères gastriques chez les personnes sous traitement chronique par AINS et le traitement des ulcères gastro-intestinaux associés à la maladie de Crohn.